# 夕霧太夫
夕霧太夫（ゆうぎりたゆう）は、京の島原および大坂の新町にいた太夫。初代は吉野太夫・高尾太夫とともに三名妓（寛永三名妓）のひとり。

## 夕霧太夫（初代）
生年不詳 - 延宝6年1月6日（1678年2月26日）。享年は27と伝えられる。本名は照（てる）。
山城国葛野郡上嵯峨村中院（現在の京都市右京区嵯峨二尊院門前北中院町・嵯峨釈迦堂門前南中院町付近）の生まれとされる。島原の置屋「扇屋」の太夫となり、1672年（寛文12年）に扇屋が大坂の新町へ移転すると、大坂で最初の太夫となった。
姿が美しく、芸事に秀でた名妓であったが、新町移転後6年で病没。亡骸は大坂下寺町の浄国寺に葬られ、大坂中がその死を惜んだという。亡くなった日は「夕霧忌」として俳句の季語にもある。墓は浄国寺と生家の檀那寺であった清凉寺塔頭地蔵院（廃寺。地蔵院墓地は大覚寺塔頭覚勝院が管理）にあり、毎年4月第1日曜日には浄国寺で「花まつり 夕霧太夫行列」が、毎年11月第2日曜日には清凉寺で「夕霧供養」が催されている。
夕霧太夫の死後、愛人・藤屋伊左衛門との情話を扱った「夕霧伊左衛門」と総称される浄瑠璃や歌舞伎などの作品が数多く作られた。近松門左衛門の浄瑠璃『夕霧阿波鳴渡』を始めとして、浄瑠璃の『廓文章』、歌舞伎の『夕霧名残の正月』『夕霧七年忌』などがある。また、「夕霧伊左衛門」に因んだ墓が徳島市の本行寺と和歌山市の吹上寺にある。

## 夕霧太夫（現代の島原太夫）
中村芳子を参照。